# Blågrøn rose
Blågrøn Rose (Rosa dumalis) er en 1-2 m høj, tætgrenet busk med få udløbere. Den vokser almindeligt i Danmark f.eks i hegn og på skrænter og overdrev. Planten anvendes også i haver.

## Beskrivelse
Blågrøn Rose er en 1-2 m høj, tætgrenet busk med få udløbere og stærkt krummede torne. Den blomstrer i maj-juni.

## Voksested
Den vokser almindeligt i det meste af Danmark i krat, hegn og på skrænter og overdrev. Den er temmelig sjælden i Vestjylland og på de sydlige øer.

## Anvendelse
Blågrøn Rose giver god bunddækning og kan anvendes som kantplante i skovbryn og i vildt- og læplantninger.
Den er lyskrævende, men tåler vind og er egnet til kystklima. Den trives bedst på lidt bedre jorder og er uegnet til sur jord. Den tåler beskæring.
Fuglene søger de modne hyben om efteråret.